# Stadion Chwala w Pińsku
Stadion Chwala w Pińsku (białorus. Стадыён «Хваля», Пінск) – stadion piłkarski w Pińsku na Białorusi. Swoje mecze rozgrywa na nim klub Chwala Pińsk grający w II lidze białoruskiej w piłce nożnej. Może pomieścić 3136 widzów i ma nawierzchnię sztuczną.